# Gaither Township
Gaither Township est l'un des vingt townships du comté de Boone, en Arkansas, aux États-Unis.

### Source de la traduction
- (en) Cet article est partiellement ou en totalité issu de l’article de Wikipédia en anglais intitulé « Gaither Township, Boone County, Arkansas » (voir la liste des auteurs).